# Beechcraft XA-38 Grizzly
Beechcraft XA-38 Grizzly byl prototyp dvoumotorového těžkého bitevního letounu, který měl ničit obrněné cíle pomocí výkonného kanónu ráže 75 mm. Prototyp poprvé vzlétl 7. května 1944. Záhy ale bylo zřejmé, že typ nebude včas k dispozici pro použití při invazi do Japonska a navíc, že byl projektován se stejnými motory, jaké měl bombardér Boeing B-29 Superfortress, který ovšem měl absolutní prioritu. Z těchto důvodů byl nakonec slibný projekt zrušen.

## Vývoj
Americké armádní letectvo, v prosinci 1942, objednalo u firmy Beechcraft stavbu dvou prototypů jejich bitevního letounu, označeného firmou jako Model 28. Hlavním požadavkem bylo vytvořit silně vyzbrojenou náhradu za typ Douglas A-20 Havoc, schopnou především účinných útoků na odolné cíle jako byly tanky, anebo bunkry. K tomu měl sloužit kanón ráže 75 mm s dvaceti náboji, umístěný v přídi letounu. Ten doplňovala dvojice pevných kulometů ráže 12,7 mm. K obraně sloužily dvě dálkově ovládané věže (hřbetní a spodní) se dvěma dvojicemi 12,7mm kulometů. Pumy mohl nést na závěsnících. Posádka byla dvoučlenná, skládající se z pilota a pozorovatele/střelce.

## Testy
První let proběhl 7. května 1944. Letoun pilotoval testovací pilot Vern Carstens. Letoun měl všechny předpokládané parametry a například jeho rychlost byla ještě vyšší. Letoun testovali i piloti a personál USAAF a ukázalo se, že je schopný služby. Zjevné ale také bylo, že vzhledem k nedostatku motorů Wright R-3350, určených přednostně pro B-29, nemůže být typ v dohledné době stavěný ve velkých sériích. První prototyp byl sešrotován, druhý měl skončit v Muzeu USAAF, ale jeho další osud je neznámý.

## Specifikace

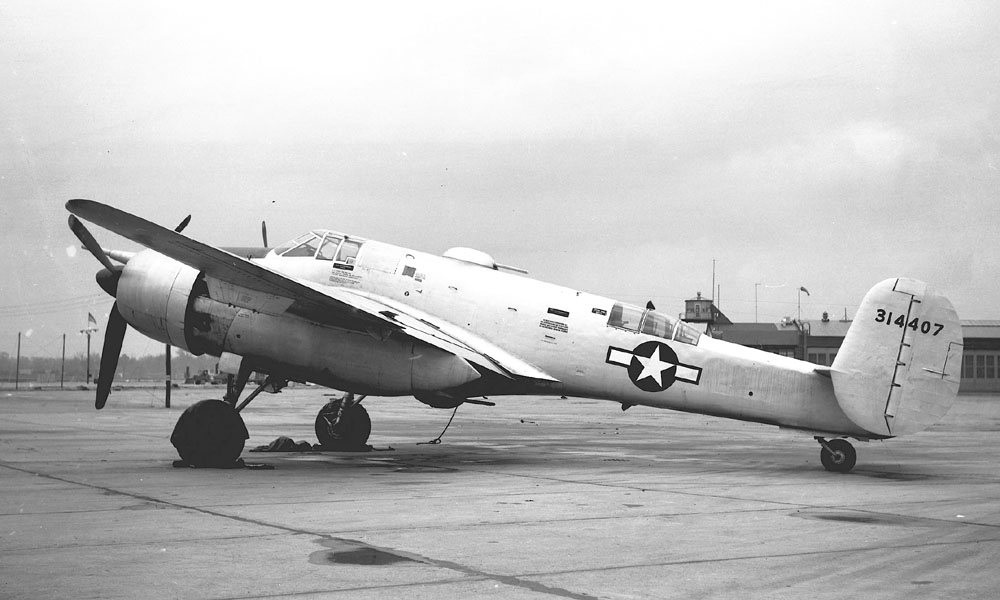
Beechcraft XA-38

### Technické údaje
- Osádka: 2 (pilot, střelec)
- Rozpětí: 20,44 m
- Délka: 15,76 m
- Výška: 4,72 m
- Nosná plocha: 58 m²
- Hmotnost prázdného letounu: 10 197 kg
- Max. vzletová hmotnost: 14 515 kg
- Pohonná jednotka: 2 × hvězdicový, vzduchem chlazený motor Wright GR-3350-43 Cyclone
- Výkon motoru: 2300 k

### Výkony
- Maximální rychlost: 595 km/h ve výšce 5 181 m
- Cestovní rychlost: 563 km/h ve výšce 4 877 m
- Dolet: 563 km
- Dostup: 8 839 m[1]

### Výzbroj
- 1× 75mm kanón T15E1 (20 nábojů)
- 6× 12,7mm kulomet Browning (2 pevné, 2 věže po dvou kusech)
- 907 kg pum na závěsnících